# Kuldesak
Kuldesac is een sciencefictionroman 1972 van de Britse schrijver Richard Cowper, pseudoniem voor John Middleton Murry Jr.. De roman verscheen in 1976 in de Born SF-serie van Born NV Uitgeversmaatschappij.
De ontvangst van het boek was niet positief. Als grootste probleem werd gezien dat in het eerste hoofdstuk allerlei “personages” worden opgevoerd zonder dat ze een introductie krijgen. Daarbij komt dat de communicatie tussen die personages steeds onderbroken wordt door leeg gelaten stukken tekst, die onvertaalbaar worden geacht vanuit de taal die die personages spreken. Er zijn slechts twee romans van Cowper naar het Nederlands vertaald: dit boek en De ondergang van Briareus dat ook al een moeilijke start had.
De titel verwijst naar cul de sac, Frans voor een doodlopende weg. In dit geval een doodlopende weg in de ontwikkeling van de mensheid. Een supercomputer heeft ergens in de toekomst bepaald dat de mensheid aan het eind van haar ontwikkeling is. Door de ongebreidelde voortplanting is het aantal mensen niet meer in bedwang te houden. Reden waarom de computer, dan wel God, besluit het aantal mensen in te dammen. Daarvoor is het noodzakelijk de bestaande wereld te verlaten en ondergronds te gaan. Bovengronds is er alleen nog maar plaats voor mooie natuur. Doordat het aantal mensen afneemt komen de bovenste etages van de ondergrondse wereld leeg te staan, waardoor het contact tussen de mensheid en bijvoorbeeld de voedselvoorziening verbroken wordt. De mensheid moet het doen met smerig voedsel, terwijl bovengronds ieder jaar de oogst wordt binnengehaald door robots, die het vervolgens laten verrotten. Na 2332 jaar komt een van de mensen op het idee die leegstaande etages te verkennen en komt daardoor ook weer in contact met de buitenwereld. Mel, de hoofdpersoon, ziet voor het eerst de open lucht, is verbaasd dat het in de nacht donker wordt etc.